# Vidole
Vidole is een geslacht van spinnen uit de  familie van de Phyxelididae.

## Soorten
- Vidole capensis (Pocock, 1900)
- Vidole helicigyna Griswold, 1990
- Vidole lyra Griswold, 1990
- Vidole schreineri (Purcell, 1904)
- Vidole sothoana Griswold, 1990